# The British Bulldog
David "Davey Boy" Smith (28 noiembrie 1962- 18 mai 2002) a fost un binecunoscut luptător profesionist de origine britanică. Davey, a fost cunoscut mai ales datorită aparițiilor sale în Wrestling World Wrestling și World Championship Wrestling în anii '90.
Cuvântul Boy al numelui lui se datorează unei greșeli a părinților săi de a specifica sexul în certificatul de naștere.